# Campionato islandese di calcio
Il campionato islandese di calcio (Íslenska karlaknattspyrnudeildakerfið) ha come massima divisione la Úrvalsdeild, denominata per ragioni di sponsor Pepsideild karla dal 27 aprile 2009.
Questa è formata da un girone all'italiana di dodici squadre. Tutte le squadre si affrontano due volte, per un totale di ventidue partite. Le ultime due squadre retrocedono direttamente in 1. deild karla, il secondo livello nazionale, che è formata da dodici squadre.
La squadra più titolata del massimo campionato è il KR Reykjavík.
La vincitrice del campionato si qualifica per il secondo turno preliminare di Champions League, mentre la seconda e la terza classificata partecipano al primo turno preliminare della UEFA Europa League. Alla medesima manifestazione partecipa anche la vincitrice della coppa nazionale, che però accede al secondo turno preliminare.

## Attuale sistema
| Livello | Divisione                                                                      | Divisione                                                                      | Divisione                                                                      | Divisione                                                                      | Divisione                                                                      | Divisione                                                                      | Divisione                                                                      | Divisione                                                                      |
| ------- | ------------------------------------------------------------------------------ | ------------------------------------------------------------------------------ | ------------------------------------------------------------------------------ | ------------------------------------------------------------------------------ | ------------------------------------------------------------------------------ | ------------------------------------------------------------------------------ | ------------------------------------------------------------------------------ | ------------------------------------------------------------------------------ |
| 1       | Úrvalsdeild Karla Landsbankadeildin - (Lega Nazionale) 12 squadre              | Úrvalsdeild Karla Landsbankadeildin - (Lega Nazionale) 12 squadre              | Úrvalsdeild Karla Landsbankadeildin - (Lega Nazionale) 12 squadre              | Úrvalsdeild Karla Landsbankadeildin - (Lega Nazionale) 12 squadre              | Úrvalsdeild Karla Landsbankadeildin - (Lega Nazionale) 12 squadre              | Úrvalsdeild Karla Landsbankadeildin - (Lega Nazionale) 12 squadre              | Úrvalsdeild Karla Landsbankadeildin - (Lega Nazionale) 12 squadre              | Úrvalsdeild Karla Landsbankadeildin - (Lega Nazionale) 12 squadre              |
| 2       | Prima Divisione 1. deild karla - (Lega Nazionale) 12 squadre                   | Prima Divisione 1. deild karla - (Lega Nazionale) 12 squadre                   | Prima Divisione 1. deild karla - (Lega Nazionale) 12 squadre                   | Prima Divisione 1. deild karla - (Lega Nazionale) 12 squadre                   | Prima Divisione 1. deild karla - (Lega Nazionale) 12 squadre                   | Prima Divisione 1. deild karla - (Lega Nazionale) 12 squadre                   | Prima Divisione 1. deild karla - (Lega Nazionale) 12 squadre                   | Prima Divisione 1. deild karla - (Lega Nazionale) 12 squadre                   |
| 3       | Seconda Divisione 2. deild karla - (Lega Nazionale) 12 squadre                 | Seconda Divisione 2. deild karla - (Lega Nazionale) 12 squadre                 | Seconda Divisione 2. deild karla - (Lega Nazionale) 12 squadre                 | Seconda Divisione 2. deild karla - (Lega Nazionale) 12 squadre                 | Seconda Divisione 2. deild karla - (Lega Nazionale) 12 squadre                 | Seconda Divisione 2. deild karla - (Lega Nazionale) 12 squadre                 | Seconda Divisione 2. deild karla - (Lega Nazionale) 12 squadre                 | Seconda Divisione 2. deild karla - (Lega Nazionale) 12 squadre                 |
| 4       | Terza Divisione 3. deild karla - (Lega Nazionale) 10 squadre                   | Terza Divisione 3. deild karla - (Lega Nazionale) 10 squadre                   | Terza Divisione 3. deild karla - (Lega Nazionale) 10 squadre                   | Terza Divisione 3. deild karla - (Lega Nazionale) 10 squadre                   | Terza Divisione 3. deild karla - (Lega Nazionale) 10 squadre                   | Terza Divisione 3. deild karla - (Lega Nazionale) 10 squadre                   | Terza Divisione 3. deild karla - (Lega Nazionale) 10 squadre                   | Terza Divisione 3. deild karla - (Lega Nazionale) 10 squadre                   |
| 5       | Quarta Divisione Gruppo A 4. deild karla A riðill (Lega Provinciale) 7 squadre | Quarta Divisione Gruppo A 4. deild karla A riðill (Lega Provinciale) 7 squadre | Quarta Divisione Gruppo B 4. deild karla B riðill (Lega Provinciale) 8 squadre | Quarta Divisione Gruppo B 4. deild karla B riðill (Lega Provinciale) 8 squadre | Quarta Divisione Gruppo C 4. deild karla C riðill (Lega Provinciale) 7 squadre | Quarta Divisione Gruppo C 4. deild karla C riðill (Lega Provinciale) 7 squadre | Quarta Divisione Gruppo D 4. deild karla D riðill (Lega Provinciale) 7 squadre | Quarta Divisione Gruppo D 4. deild karla D riðill (Lega Provinciale) 7 squadre |